# 서유럽 요리

서유럽

서유럽 요리(西Europe 料理)는 유럽 요리의 한 갈래로, 서유럽 지역의 요리들을 포함한다.

## 분류
서유럽 요리에 속하는 요리는 다음과 같다.
- 네덜란드 요리
- 독일 요리
- 룩셈부르크 요리
- 리히텐슈타인 요리
- 모나코 요리
- 바스크 요리
- 벨기에 요리
- 스위스 요리
- 아일랜드 요리
- 안도라 요리
- 영국 요리
- 오스트리아 요리
- 프랑스 요리

## 같이 보기
- 남유럽 요리
- 동유럽 요리
- 북유럽 요리
- 중앙유럽 요리